# Arlit
Arlit este un oraș din Niger.